# Tritonia chrysantha
Tritonia chrysantha är en irisväxtart som beskrevs av Henry Georges Fourcade. Tritonia chrysantha ingår i släktet Tritonia och familjen irisväxter. Inga underarter finns listade i Catalogue of Life.